# Палатинская тиара
Палатинская тиара — употребляемая тремя Римскими Понтификами и наиболее публично известная папская тиара.

## История
Тиара была подарена Римскому папе Пию IX в 1877 году представителями Палатинской гвардии в 50-летнюю годовщину его рукоположения в епископа.
Тиара характеризуется изношенными лентами, что свидетельствует о частом её употреблении. Данную тиару часто использовал Пий IX во время определённых богослужений и Римские папы Пий XII и Иоанн XXIII во время своей интронизации. Согласно католической традиции каждый новоизбранный Римский понтифик получал свою личную тиару в дар от католической епархии, где он служил до своего избрания. Пий XII до своего избрания не был ординарием епархии и служил государственным секретарём Ватикана; для своей ординации он выбрал палатинскую тиару из коллекции существовавших в то время тиар. В случае Иоанна XXIII его скорая интронизация 4 ноября 1958 года помешала изготовить тиару в епархии Бергамо к назначенному сроку, поэтому во время интронизации была использована палатинская тиара. Тиара Иоанна XXIII была вручена ему лишь в 1959 году.

## Дизайн
Основой тиары является серебро. Тиара украшена тремя отдельными золотыми коронами. Каждая корона инкрустирована 90 жемчугами; в общей сложности на тиаре насчитывается 540 жемчугов.
Первая корона содержит девятнадцать рубинов, три изумруда, циркон, берилл, сапфир, восемь золотых круглых пластин, на которых размещены пять гранатов и два рубина. На второй короне находятся десять изумрудов, восемь рубинов, один хризоберилл, два берилла, шесть небольших рубина и три сапфира. Третья корона содержит шестнадцать небольших рубинов, три больших рубина, четыре сапфира, три циркона, три берилла, один гранат и восемь золотых растительных орнамента, каждый из которых инкрустированы двумя изумрудами, одним рубином, одним хризобериллом и одним гранатом.
В верхней части тиары находится подножие креста, покрытое золотом и инкрустированное восемью изумрудами и восемью рубинами. Крест инкрустирован одиннадцатью бриллиантами.